# Sonic Heroes
Sonic Heroes (ソニック ヒーローズ?, Sonikku Hīrōzu), è un videogioco a piattaforme e d'azione della serie Sonic the Hedgehog, sviluppato da Sonic Team e pubblicato da Sega nel 2003 in Giappone e nel 2004 nel Nord America ed in Europa. È il primo titolo della serie ad essere multipiattaforma dopo il ritiro del Dreamcast; venne pubblicato inizialmente sulle console Nintendo GameCube, PlayStation 2 e Xbox ed in seguito per i PC basati su Microsoft Windows utilizzando la tecnologia RenderWare. Il titolo Sonic Heroes si riferisce al fatto che qui si ritrovano quasi tutti i protagonisti della serie di Sonic.
Inoltre è stato anche convertito per PlayStation 3 ed è stato reso disponibile tramite PlayStation Network il 22 febbraio 2012 in Europa e il 17 settembre 2014 in Giappone.
Il gioco introduce diversi nuovi elementi nello stile di gioco. A differenza dei titoli precedenti della serie, quasi tutti caratterizzati dalla presenza di un giocatore singolo, il giocatore controlla tre personaggi contemporaneamente, cambiando di volta in volta il leader.
Il gioco ha anche visto il ritorno del gruppo Chaotix, la cui ultima apparizione risale al gioco Knuckles' Chaotix sul Sega 32X. Appaiono poi Shadow the Hedgehog e Rouge the Bat da Sonic Adventure 2, Cream the Rabbit da Sonic Advance 2, Big the Cat da Sonic Adventure, e Metal Sonic da Sonic CD.
Diretto seguito di Sonic Adventure, Sonic Adventure 2 e i primi due Sonic Advance, Sonic Heroes è il decimo capitolo principale della saga e per la prima volta nella trama principale compaiono quattro personaggi principali della serie: Vector the Crocodile, Espio the Chameleon e Charmy Bee, che vengono reintrodotti come "personaggi nuovi" considerati differenti da quelli già comparsi per la prima volta nel già citato spin-off Chaotix, e E-123 Omega, che sostituisce il "defunto" personaggio E-102 Gamma di Sonic Adventure. Il gioco è anche il primo titolo principale di Sonic the Hedgehog a uscire su multi console e con il maggior numero di personaggi giocabili (ben 12).
Nonostante la trama di Sonic Heroes possieda storie diverse e sparse, una sua buona parte è stata ripresa nel gioco Shadow the Hedgehog, specialmente la storia del Team Dark, che rivela l'esistenza di androidi di Shadow e il fatto stesso che Shadow abbia un'amnesia, cosa che aiuta lo sviluppo successivo della nuova trama nel gioco successivo interamente dedicato a Shadow.

## Trama
La storia è apparentemente semplice: sembra che il Dottor Eggman abbia in mente un nuovo piano per la conquista del mondo; per cercare di fermarlo accorrono Sonic e compagni. Alla fine si scoprirà che il nemico non era Eggman, bensì Metal Sonic, un clone robotico che ha tutte le ragioni di avercela con il suo rivale Sonic (dopo gli eventi di Sonic CD); e inoltre il cliente che dava le strane missioni ai Chaotix era proprio Eggman. Eggman è riuscito a potenziare Metal Sonic conferendogli enormi poteri, come quello di assumere il nuovo aspetto di chiunque copiandone il DNA, trasformandosi nel malvagio Neo Metal Sonic, la capacità di liquefarsi o di manipolare il metallo e attrarlo a sé trasformandosi in Metal Madness e infine in Metal Overlord (il boss finale da affrontare con il Super Team).

## Modalità di gioco
A differenza dei passati giochi di Sonic, Sonic Heroes è il primo che consente al giocatore di controllare tre personaggi per volta (il giocatore controlla il selezionato e il computer i restanti altri due). Il giocatore può scegliere di giocare con uno dei quattro team disponibili, ognuno dei quali ha i propri punti di forza e le proprie debolezze, così come ognuno dei singoli personaggi. Sonic Heroes è stato anche il primo gioco di Sonic ad introdurre i concetti di "Velocità, Volo e Potenza" nella serie.
Una squadra è composta da tre personaggi, ciascuno dei quali è specializzato in un determinato compito. I tre tipi di personaggio sono "volo," "velocità," e "potenza." Il tipo volo è capace di coprire piccole distanze assieme agli altri membri della squadra. Il tipo velocità ha la particolarità di potersi muovere con una rapidità maggiore rispetto agli altri due membri di squadra. Infine il tipo potenza è fisicamente il più forte fra i tre.
In generale quando viene selezionata la formazione velocità i personaggi si mantengono allineati l'uno dietro l'altro, col personaggio più veloce davanti (es. Sonic). Quando il tasto destinato all'attacco viene premuto gli altri due compagni si avvicineranno, mentre il leader inizierà a rotolare. Non appena il tasto viene rilasciato il leader scatterà in avanti. Nel caso in cui si trovi da solo, rilasciando il tasto effettuerà un attacco individuale. Col tasto salto eseguirà un salto singolo, ma se premuto nuovamente a mezz'aria effettuerà un Homing Attack che eseguiranno contemporaneamente anche i compagni, dando la possibilità di distruggere in un colpo solo un nemico anche potente. Infine, sempre a mezz'aria, premendo il tasto per l'attacco consentirà di creare un piccolo tornado. Questi ultimi possono essere usati per arrampicarsi sui pali, rimuovere gli scudi ai nemici o costringere i nemici a voltarsi.
Quando la squadra è nella formazione Potenza, i personaggi staranno in una specie di triangolo, col membro più forte al vertice. Premendo il tasto attacco in questa formazione il membro più potente solleverà gli altri due (nel Team Dark e nel Team Sonic, ad esempio i due restanti membri inizieranno a rotolare e verranno tenuti ciascuno in una mano del membro potente). Dopodiché, premendo lo stesso tasto tre volte di seguito il personaggio attaccherà con mosse che variano a seconda della squadra. Alla terza pressione del tasto il personaggio eseguirà un attacco a solo (solo dopo aver preso uno speciale power-up rosso). Questo attacco distrugge tutti i nemici nella vicinanza di chi lo esegue. Ogni volta che si ottiene il power-up rosso la potenza di questo attacco aumenta. Col Team Sonic o Team Dark, premendo a mezz'aria il tasto attacco, il personaggio eseguirà il "Fire Dunk": il personaggio lancia i suoi due compagni contro i nemici; è una delle migliori tecniche per liberarsi di grandi gruppi di nemici. Col Team Rose o Team Chaotix, questa azione risulterà in un attacco schiacciante (Big utilizza il suo pancione per colpire i nemici mentre Vector esegue una schiacciata con i pugni chiusi) Infine, premendo il tasto salto quando si è a mezz'aria, si eseguirà il Triangle Dive. E una mossa che serve per sfruttare le correnti create dalle grosse ventole e levitare. Nei Team Sonic e Dark, i personaggi si stringono per mano come dei paracadutisti. Nel Team Rose, Big usa la canna da pesca e l'ombrello assieme ad Amy e Cream che si aggrappa a lui. Nel Team Chaotix, Vector crea un grande pallone con la sua gomma da masticare, riuscendo a levitare con Espio e Charmy.
Quando è selezionata la formazione volo la squadra sarà disposta in linea verticale, con il personaggio volo in cima. Premendo il tasto attacco in questa formazione si eseguirà il "Thunder Shoot", che consiste nel lanciare un membro del team verso il nemico più vicino. Quando si è a un livello basso questo attacco si limita a stordire i nemici o a farli precipitare al suolo, ma, non appena si sale di livello "volo" , il danno aumenta, arrivando anche a distruggere in un colpo solo tutti i nemici e a stordire e danneggiare i nemici al suolo. Nel caso in cui il personaggio di tipo volo si trova da solo, separato dagli altri due membri, la pressione di questo tasto risulterà in un attacco individuale.

### I team

#### Team Sonic
- Sonic - Velocità (leader)
- Tails - Volo
- Knuckles - Potenza

Tails e Knuckles raggiungono sul tornado Sonic nel suo viaggio per il mondo e gli danno una lettera del suo arcinemico, il malvagio Dr. Eggman, con la quale egli preannuncia il suo ennesimo, malefico piano di vendetta. Questa volta lo scienziato ha annunciato il completato sviluppo della sua arma definitiva, grazie alla quale, nel giro di appena tre giorni avrà tutto il mondo ai suoi piedi. Mentre Tails è sconcertato dal messaggio e non riesce a capire cosa gli riservi li futuro, Knuckles è molto rilassato, convinto che non ci sia poi molto di cui preoccuparsi. Sonic dice che non si perderebbe questa festa per nessun motivo al mondo e i tre partono per sventare i piani dello scienziato.
Il tipico livello che dovrà superare questa squadra è un livello a gara, da finire il prima possibile, di solito a difficoltà intermedia. Le abilità del Team Sonic sono molto simili a quelle del Team Dark con l'eccezione delle combo del personaggio di tipo forza.

#### Team Dark
- Shadow - Velocità
- Rouge - Volo (leader)
- Omega - Potenza

La bellissima quanto fatale cacciatrice di tesori Rouge, che vola per il mondo alla ricerca di preziosi tesori, un giorno sente dire che il dr. Eggman sta accumulando un'incredibile collezione di pietre di grandissimo valore. Si dirige così immediatamente al quartier generale del perfido scienziato per impadronirsi di quelle ricchezze ma scopre che la base è stata abbandonata e i gioielli sono spariti. Tuttavia, trova una capsula di sospensione all'interno della quale si trova Shadow. Per far uscire Shadow dalla capsula, Rouge attiva l'energia nel quartier generale, ma ottiene l'effetto indesiderato di riattivare il robot E-123 Omega, l'esemplare finale della serie E-100 (cioè la serie di E-102 Gamma di Sonic Adventure). Shadow si risveglia, ma senza memoria, incapace di ricordare perché o come sia stato posto in condizioni di vita sospesa. Omega ce l'ha a morte col dr. Eggman perché questi lo ha disattivato. Quindi scambia erroneamente Shadow per uno dei robot dello scienziato e comincia immediatamente a mitragliarlo. Rouge interviene per interrompere il combattimento e ricorda a entrambi che il loro nemico è Eggman. A questo punto, i tre formano il loro team.
Le missioni del Team Dark sono le più combattive: i suoi membri dovranno infatti distruggere orde di nemici per arrivare all'anello di fine livello. Per fare ciò, i tre personaggi hanno a disposizione alcuni attacchi, forse i più devastanti del gioco.

#### Team Rose
- Amy - Velocità (leader)
- Cream e Cheese - Volo
- Big - Potenza

Amy e Cream e Big si stanno rilassando sulla spiaggia quando notano sul giornale una foto di Sonic, Amy preoccupata per lui decide di andare a cercarlo subito dopo anche Cream e Big notano che sul giornale ci sono anche l'amichetto di Cheese (Choccola) e la ranocchia di Big (Froggy) insieme a Sonic così decidono di continuare la loro ricerca insieme con Amy che risponde "Sonic, non puoi scappare per sempre! ricorda le mie parole: un giorno ci sposeremo."
Il Team Rose deve affrontare i livelli più semplici del gioco: pochi nemici e voli prolungati per dei livelli molto corti. Amy conduce la formazione Velocità e nonostante non sia molto veloce ha a disposizione il suo Martello Piko Piko per colpire i nemici e creare piccoli vortici.

#### Team Chaotix
- Espio - Velocità
- Charmy - Volo
- Vector - Potenza (leader)

Il Team Chaotix è composto dal silenzioso, disciplinato, quasi ninja, Espio the Chameleon, Vector the Crocodile, il testardo capo amante della musica e dall'asso del volo Charmy Bee. Manca Mighty the Armadillo, che invece era apparso in Knuckles' Chaotix.
L'Agenzia Investigativa Chaotix è sempre disponibile per qualunque incarico, se si hanno i soldi per pagarla... Tuttavia negli ultimi tempi il lavoro è stato scarso. Un giorno ai Chaotix viene recapitato un misterioso pacchetto. Al suo interno si trova una ricetrasmittente attraverso la quale una voce promette di pagare alla Chaotix una grandissima somma di denaro se essa accetterà di lavorare su un caso. Charmy è entusiasta dell'offerta mentre Espio ha molti dubbi, a causa della stranissima natura della comunicazione. Vector, il capo, ha già il $ sugli occhi e chiama a raccolta la sua truppa per mettersi al lavoro immediatamente. "Conosci la politica aziendale Espio: non rifiutiamo mai del lavoro ben pagato... E poi se no come lo paghiamo l'affitto?"
In Sonic Heroes, le missioni del Team Chaotix differiscono da quelle delle altre squadre' e si rivelano spesso le più impegnative. Dal raccogliere crostacei al distruggere robot-tartaruga dorati, gli obbiettivi da raggiungere sono quanto più strani possibile e ricordano quelli di Knuckles in Sonic Adventure 2. In più ogni membro possiede abilità uniche che lo distinguono dagli altri personaggi del suo tipo (es. invisibilità di Espio). Dopo aver sconfitto il "boss finale" i Chaotix scoprono che il loro cliente era il vero dr. Eggman, rinchiuso sul ponte di una delle navi della Egg Fleet per mano di uno sconosciuto.

#### Team Super
- Super Sonic - Velocità (leader)
- Super Tails - Volo
- Super Knuckles - Potenza

Il Team Super è lo stato di trasformazione finale del Team Sonic, utilizzabile solo nella battaglia finale. Eggman racconta ai Chaotix di aver costruito una trasformazione per Metal Sonic (Neo Metal Sonic) che ha accidentalmente sviluppato un proprio intelletto, tradendo il suo creatore e rinchiudendolo appunto sulla nave. Neo, che nel corso del gioco ha copiato i dati dei dodici personaggi unendoli al potere di Chaos, si trasforma nel Metal Madness. Le altre tre squadre lo affrontano per dare al Team Sonic il tempo per trasformarsi. Quando il Metal Madness si trasforma in Metal Overlord, Sonic, Knuckles e Tails nella loro forma finale iniziano a combattere per distruggerlo.
I comandi del Team Super sono essenzialmente gli stessi del Team Sonic a livello 4. Sonic può usare il Light Attack sempre, ma al costo di 5 anelli. Il Thunder Shoot di Tails distrugge più nemici, lanciando Sonic col suo Light Attack e Knuckles con un homing attack. La combo di Knuckles gli consente di sferrare pugni in aria continuamente, causando numerose esplosioni catastrofiche. Metal Overlord è immune a qualsiasi attacco, tranne il Team Blast; effettuandolo cinque volte, verrà sconfitto.

### Livelli
Sonic Heroes contiene in tutto 14 livelli e 9 boss (inclusi quelli della storia finale). Gli obiettivi e i nemici per ogni livello possono cambiare a seconda della squadra selezionata. Un Emblema viene guadagnato per ogni livello che una squadra riesce a completare.
- Sea Gate (シーゲート?, Shī Gēto): Una caverna. Livello tutorial per prendere confidenza coi comandi
- Seaside Hill (シーサイドヒル?, Shīsaido Hiru): Un livello su una spiaggia con antiche rovine bianche che mettono in comunicazione diverse isole.
- Ocean Palace (オーシャン パレス?, Ōshan Paresu): Dopo essere stati lanciati dalla coda dell'isola-balena, le squadre finiscono in una zona con le bianche rovine già viste in precedenza.
- Egg Hawk (エッグホーク?, Egguhōku): Battaglia contro Eggman in un velivolo robotico avente l'aspetto di un falco.
- Grand Metropolis (グランドメトロポリス?, Gurando Metoroporisu): Una grande città futuristica con auto volanti e strade di energia.
- Power Plant (パワープラント?, Pawā Puranto): Una centrale elettrica che appartiene alla compagnia "HEXAeco", che intende creare un tipo di energia liquida di colore arancione.
- Team Versus (Team Sonic contro Team Rose o Team Dark contro Team Chaotix): Battaglia fra le squadre. Il Team Rose attacca il Team Sonic ed Amy prova a battere Sonic per costringerlo a sposarla, Sonic attacca per scappare e proseguire la sua missioneː Il Team Dark attacca il Team Chaotix in quanto Rouge sospetta che la squadra avversaria possieda il tesoro da lei cercato.
- Casino Park (カジノパーク?, Kajino Pāku): Una città che sembra un grande casinò.
- BINGO Highway (ビンゴハイウェイ?, BINGO Haiuei): Una parte di città basata sulle scivole del bingo
- Robot Carnival ((ロボットカーニバル?, Robotto Kānibaru): Un livello boss: una battaglia contro molti robot in una piccola arena.
- Rail Canyon (レイルキャニオン?, Reiru Kyanion): Un canyon dove Eggman ha costruito una stazione ferroviaria.
- Bullet Station (バレットステーション?, Baretto Sutēshon): Molto vicina alla base di Eggman, con diversi grandi cannoni posti a difesa.
- Egg Albatross (エッグアルバトロス?, Eggu Arubatoros): Battaglia contro il boss Eggman in un grande dirigibile con sopra l'Egg Hawk.
- Frog Forest (フロッグフォレスト?, Furoggu Furesuto): Una foresta estesa con alcune rane che possono invocare la caduta della pioggia.
- Lost Jungle (ロストジャングル?, Rosuto Janguru): Una palude all'interno della foresta con delle rane nere che possono invocare una pioggia velenosa per le piante carnivore, ma che non ha effetto sulla squadra controllata dal giocatore.
- Team Versus (Team Sonic contro Team Dark o Team Rose contro Team Chaotix): Battaglia fra le squadre. Il Team Dark attacca il Team Sonic perché lo ritiene d'intralcio, mentre il Team Chaotix crede che Cheese sia uno dei Chao da salvare, e il Team Rose lo difende.
- Hang Castle (ハング キャッスル?, Hanguru Kyassuru): Uno strano castello spettrale che può essere capovolto attivando degli interruttori a forma di occhio.
- Mystic Mansion (ミスティック マンション?, Misutikku Manshon): Si trova nel castello ed è una casa stregata con percorsi strani e distorti.
- Robot Storm (ロボットストーム?, Robotto Sutōmu): Nuovamente, una battaglia di durata col boss: molti robot in una piccola arena, anche se stavolta la battaglia continua su arene differenti.
- Egg Fleet (エッグフリート?, Eggu Furīto): Una gigantesca flotta di navi volanti da guerra a forma di pesci, create da Eggman.
- Final Fortress (ファイナルフォートレス?, Fainaru Fōtoresu): Le squadre approdano sulla nave della flotta a forma di balena-squalo proprio nel bel mezzo di una tempesta.
- Egg Emperor (エッグエンペラー?, Eggu Enperā): Battaglia finale contro il boss Eggman che utilizza un'armatura a forma di cavaliere robot in grado di sparare missili e lanciare scosse elettriche. Il suo punto debole si illumina di blu, giallo o rosso e a seconda del colore è immune agli attacchi del personaggio usato come leader (velocità blu, volo giallo e potenza rosso).

#### Livelli storia finale
- Metal Madness (メタルマッドネス?, Metaru Maddonesu): È l'ultimo boss, vengono utilizzati in ordine il Team Rose, il Team Chaotix ed il Team Dark. Come per l'Egg Emperor, il suo punto debole si illumina di blu, giallo o rosso, neutralizzando gli attacchi del personaggio usato come leader.
- Metal Overlord (メタルオーバーロード?, Metaru Ōbārōdo): Il vero boss finale, si utilizza il Team Sonic (tutti e tre i personaggi si trasformano, diventando così il Team Super). Per sconfiggerlo bisogna usare cinque volte il Team Blast.

#### Missioni Extra
Ogni livello ha anche una missione extra che può essere giocata nella modalità sfida. Completare la missione extra fa guadagnare un emblema. Ogni squadra ha uno scopo generale per completare queste missioni.
- Team Sonic: Raggiungere l'anello di fine livello entro un tempo limite.
- Team Dark: Sconfiggere 100 nemici.
- Team Rose: Raccogliere 200 Ring.
- Team Chaotix: Varia secondo la prima missione (viene resa più difficile, viene aggiunto il tempo limite oppure ci sono più oggetti da trovare)

## Doppiaggio
| Personaggi                    | Doppiatore originale | Doppiatore americano |
| ----------------------------- | -------------------- | -------------------- |
| Sonic the Hedgehog            | Jun'ichi Kanemaru    | Ryan Drummond        |
| Miles "Tails" Prower          | Ryō Hirohashi        | William Corkeri      |
| Knuckles the Echidna          | Nobutoshi Canna      | Scott Dreier         |
| Shadow the Hedgehog           | Kōji Yusa            | David Humphrey       |
| Rouge the Bat                 | Rumi Ochiai          | Lani Minella         |
| E-123 Omega                   | Taiten Kusunoki      | Jon St. John         |
| Amy Rose                      | Taeko Kawata         | Jennifer Douillard   |
| Cream the Rabbit              | Sayaka Aoki          | Sarah Wulfeck        |
| Big the Cat                   | Takashi Nagasako     | Jon St. John         |
| Vector the Crocodile          | Kenta Miyake         | Marc Biagi           |
| Espio the Chameleon           | Yūki Masuda          | Bill Corkery         |
| Charmy Bee                    | Yōko Teppōzuka       | Emily Corkery        |
| Dr. Ivo "Eggman" Robotnik     | Chikao Ōtsuka        | Deem Bristow         |
| Metal Sonic / Neo Metal Sonic | Jun'ichi Kanemaru    | Ryan Drummond        |
| Omochao                       | Etsuko Kozakura      | Lani Minella         |

## Sviluppo

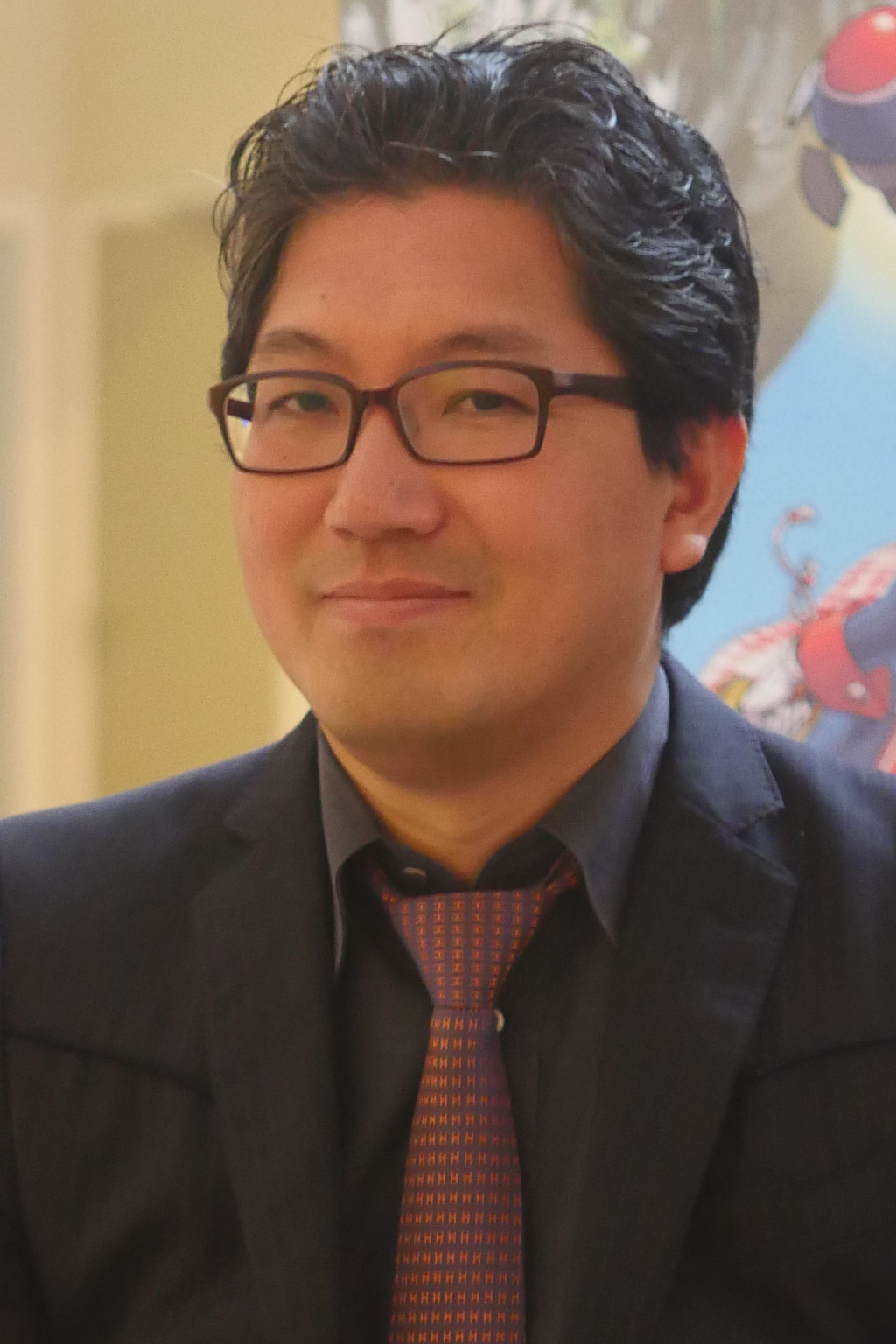
Yuji Naka, produttore di Sonic Heroes

Sonic Heroes è stato realizzato dal Sonic Team USA (19 membri) a San Francisco per celebrare il 12º anniversario del franchise. Lo sviluppo, durato 20 mesi, è stato comandato dal produttore Yuji Naka e il direttore/lead designer Takashi Iizuka. La maggior parte del team aveva lavorato a titoli precedenti. Iizuka non voleva fare un sequel di Sonic Adventure 2 (2001) perché temeva che avrebbe attirato solo i fan. Il Sonic Team era interessato a tornare a un gameplay simile ai titoli per Mega Drive, così ha deciso di progettarlo affinché i giocatori nuovi potessero adattarsi. Iizuka ha affermato che lo sviluppo del gioco è stato il più stressante della sua carriera per colpa delle direttive di Sega e le date di scadenza. Un suo collega si ammalò e Iizuka fu costretto a lavorare senza pietà, perdendo 10 kg e soffrendo di insonnia.
Sonic Heroes è il primo titolo della serie ad essere multipiattaforma: è stato realizzato per tutte le allora principali console casalinghe, quali GameCube, PlayStation 2 e Xbox. A differenza dei due Adventure, realizzati con software di proprietà, il Sonic Team ha stretto un accordo con Criterion Software per usare il motore grafico RenderWare affinché potesse essere programmato e ricevere porting con facilità su ogni piattaforma. Nonostante il Sonic Team fosse riuscito a trasportare alcune texture e modelli 3D dagli Adventure in Sonic Heroes, buona parte del lavoro è partita da zero. Il Sonic Team ha avuto difficoltà a lavorare su Xbox and PS2, console con cui avevano poca esperienza. Il contenuto è identico in ogni versione, ma quella per PS2 gira a 30 fps, quando tutte le altre vanno a 60. Noah Musler di Sega ha spiegato che far andare a 60 fps la versione PS2 avrebbe provocato problemi di prestazioni. Iizuka aveva notato che il suo sistema è meno potente rispetto a quelli di GameCube e Xbox. Iizuka e Naka respinsero contenuti esclusivi variabili a seconda della console affinché i giocatori avessero sempre la stessa esperienza.
Il Sonic Team era interessato a mettere nella narrazione del gioco personaggi che si alleano per sconfiggere il male, anziché mantenere gli approcci con storie individuali di Sonic Adventure. Ciò ha portato alla creazione delle azioni di squadra. Iizuka ha affermato che il Sonic Team aveva una considerevole quantità di libertà nel progettare il gioco grazie a questo nuovo scopo. Il minigioco di allevamento dei Chao usato per aumentare le prestazioni dei personaggi (elemento chiave dei due Adventure) è stato rimosso in quanto il Sonic Team temeva potesse interrompere il ritmo. Per migliorare la rigiocabilità, il sistema di valutazione è diventato più difficile. I quadri speciali dai titoli 2D sono stati rimessi per "rinfrescare le menti dei giocatori" e cambiare il ritmo. Le reazioni dei giocatori ai titoli precedenti hanno influenzato la progettazione; per esempio, il team non ha incluso la pesca di Big da Sonic Adventure e lo sparatutto di Tails da Sonic Adventure 2 poiché erano stati entrambi criticati.
I Chaotix, introdotti nel titolo spinoff del 1995 Knuckles' Chaotix, sono stati completamente rivisitati perché il Sonic Team non li aveva mai usati e li riteneva unici. Iizuka ha detto di non considerare i Chaotix di Sonic Heroes gli stessi di Knuckles' Chaotix, affermando di aver creato nuovi personaggi usando gli stessi design del 1995. Il gioco segna inoltre l'esordio di E-123 Omega. Il Sonic Team voleva mettere quanti più team possibili, ma non è stato possibile a causa dei limiti di tempo e il desiderio di tenere il gameplay bilanciato. Il gioco ha molti intermezzi animati da Vision Scape Interactive. La maggior parte della colonna sonora è stata composta da Jun Senoue. La sua band, i Crush 40, esegue il tema principale (Sonic Heroes) e quello del boss finale (What I'm Made Of). Le canzoni dei team sono eseguite da Ted Poley, Tony Harnell, Kay Hanley, Julien-K e Gunnar Nelson. Iizuka ha dichiarato che l'intento della musica era quello di "tornare alle radici dell'esperienza di Sonic, essere eccitante e avere un ritmo veloce.
Naka credeva che Sonic Heroes, una linea di giocattoli a tema Sonic per gli Happy Meal di McDonald's e l'anime Sonic X avrebbero esposto il franchise a una nuova generazione. Sega ha pubblicato il gioco in Giappone il 30 dicembre 2003, due settimane dopo il previsto per assicurarsi che nel prodotto finale "non ci fossero compromessi". La versione GameCube è uscita il 6 gennaio 2004 in America settentrionale, seguita da quella Xbox e PS2 il 27 gennaio. L'edizione europea è uscita il 2 febbraio 2004. La versione per Windows è uscita il 16 novembre 2004 in America settentrionale, seguita dall'Europa il 26 novembre e in Giappone il 9 dicembre. Il gioco è stato redistribuito con la Sonic PC Collection per Windows il 2 ottobre 2009, e nella lista dei classici PS2 (su PlayStation 3) il 22 febbraio 2012.

## Accoglienza
| Testata                           | Versione | Giudizio |
| --------------------------------- | -------- | -------- |
| Metacritic (media al 10-05-2020)  | GC       | 72/100   |
| Metacritic (media al 10-05-2020)  | PS2      | 64/100   |
| Metacritic (media al 10-05-2020)  | Xbox     | 73/100   |
| Metacritic (media al 10-05-2020)  | PC       | 66/100   |
| GameRankings (media al 9-12-2019) | GC       | 74.27%   |
| GameRankings (media al 9-12-2019) | PS2      | 70.58%   |
| GameRankings (media al 9-12-2019) | Xbox     | 75.21%   |
| GameRankings (media al 9-12-2019) | PC       | 60.00%   |
| IGN                               | GC       | 8/10     |
| IGN                               | PS2      | 6.9/10   |
| IGN                               | Xbox     | 7.2/10   |
| IGN                               | PC       | 7/10     |
| GameSpy                           | GC       | [ 44 ]   |
| GameSpy                           | PS2      | [ 45 ]   |
| GameSpy                           | Xbox     | [ 46 ]   |
| 1UP.com                           | GC       | C+       |

Le recensioni di Sonic Heroes in generale sono state positive. I critici hanno apprezzato lo stile grafico (che ricorda i classici giochi di Sonic della metà degli anni '90), sebbene abbiano notato diversi difetti e bug, tra cui i più accentuati: la telecamera non segue l'azione a dovere (una critica frequente ai giochi 3D di Sonic) e il sistema di controllo è troppo preciso o impreciso a seconda della velocità di movimento del personaggio.
Alcuni fan e critici si trovano d'accordo nel dire che ci sono semplicemente troppi personaggi. È una critica che è iniziata con Sonic Adventure, con molti che affermavano che la vasta scelta di personaggi avrebbe tolto importanza a Sonic; questa critica si è anche amplificata con Sonic Adventure 2, che forzava i giocatori nella scelta di personaggi extra. Un'altra critica molto comune è la mancanza di innovazione.
La versione per PlayStation 2 ha diversi difetti di clipping e bug grafici nel corso del gioco, facendone il peggiore delle tre versioni; si è piazzata peggio delle versioni Xbox e Nintendo GameCube nelle recensioni dei critici e dei fan. La versione per PC, invece, si è piazzata bene ed ha ricevuto ottime critiche.
Marco Esposto di IGN reputò Sonic Heroes come un gioco corale, trovando che le meccaniche, i livelli, i boss e la trama avevano proseguito degnamente la strada tracciata da Sonic Adventure e Sonic Adventure 2.
Sonic Heroes ha avuto buone vendite, entrando nelle tre liste "best seller" : Platinum (PS2), Platinum Hits (Xbox), Player's Choice (GameCube). Sonic Heroes è stato anche distribuito in una versione speciale assieme a Super Monkey Ball Deluxe su Xbox. Con quasi 3,5 milioni di copie vendute, è stato il gioco 3D più venduto della serie fino al 2022, quando è stato superato dall'acclamato Sonic Frontiers.

### Eredità
Seaside Hill è diventato il secondo ambiente con più apparizioni (ben dodici) dopo Green Hill Zone e Chemical Plant. Nella versione Wii di Mario & Sonic ai giochi olimpici invernali ospita lo sci alpino sogno, mentre nella stessa versione di Mario & Sonic ai giochi olimpici di Londra 2012 gli eventi parallele asimmetriche sogno, sprint sogno e scherma sogno sono ambientati rispettivamente a Grande Metropoli (Grand Metropolis), Autostrada Bingo (BINGO Highway) e Palazzo Oceanico (Ocean Palace).
La stessa Seaside Hill viene successivamente menzionata in Sonic Forces, mentre Rail Canyon viene menzionato in Sonic Frontiers ed è tornato come livello giocabile in Shadow Generations. La Egg Fleet, che al 2024 conta dieci apparizioni totali, è diventata una delle forze armate di Eggman più ricorrenti, apparendo anche nei fumetti Archie e IDW.
Nel corso del 2024 hanno iniziato a circolare voci di corridoio secondo le quali Sega starebbe realizzando un remake del gioco in grafica contemporanea e con l'uso dell'Unreal Engine 5.